# Acanthothericles
Acanthothericles is een geslacht van rechtvleugeligen uit de familie Thericleidae. De wetenschappelijke naam van dit geslacht is voor het eerst geldig gepubliceerd in 1977 door Descamps.

## Soorten
Het geslacht Acanthothericles omvat de volgende soorten:
- Acanthothericles bicoloripes Descamps, 1977
- Acanthothericles rubriventris Descamps, 1977